# Сакольщина
Сако́льщина (бел. Сако́льшчына) — деревня в составе Добринёвского сельсовета Дзержинского района Минской области Беларуси. Деревня расположена в 23 километрах от Дзержинска, 35 километрах от Минска и 10 километрах от железнодорожной станции Фаниполь.

## Название
Топоним Сокольщина и схожие Соко́льничи (бел. Сакольнічы), Соколо́вщина (бел. Сакалоўшчына), Соколо́вичи (бел. Сакаловічы), Соколи́ще (бел. Саколішча) по разным версиям являются производными от слов сокол — птица, соколище — соколиные места, сокольники — помощники при соколиной охоте либо же происходят от фамилий Соколович, Соколов, Сокол.

## История
В конце XVIII века известна как деревня в Минском повете Минского воеводства Великого княжества Литовского, владение Радзивиллов. После второго раздела Речи Посполитой (1793 год) в составе Российской империи. В 1800 году насчитывается 14 дворов, проживают 44 жителя, собственность князя Доминика Радивила. В конце XIX век—начале XX века деревня находилась в составе Самохваловичской волости Минского уезда Минской губернии. В 1897 году, по данным первой всероссийской переписи населения насчитывалось 11 дворов, проживали 78 жителей, действовали корчма и кузница. Известно также, что в 1917 году насчитывалось 14 дворов и проживали 99 жителей.
С 9 марта 1918 года в составе провозглашённой Белорусской Народной Республики, однако фактически находилась под контролем германской военной администрации. С 1 января 1919 года в составе Советской Социалистической Республики Белоруссия, а с 27 февраля того же года в составе Литовско-Белорусской ССР, летом 1919 года деревня была занята польскими войсками, после подписания рижского мира — в составе Белорусской ССР.
С 20 августа 1924 года в составе Рубилковского сельсовета (который с 23 марта 1932 года по 14 мая 1936 года являлся национальным польским сельсоветом)  Самохваловичского района, с 18 января 1931 года в составе Койдановского района Минского округа. 15 марта 1932 года Койдановский район преобразован в Койдановский польский национальный район, который 26 июня был переименован в Дзержинский.  31 июля 1937 года Дзержинский национальный полрайон был упразднён, Сакольщина перешла в состав Минского района Минского округа, с 20 февраля 1938 года — в составе Минской области. 4 февраля 1939 года Дзержинский район был восстановлен. В 1926 году, по данным первой всесоюзной переписи в деревне проживали 91 житель, насчитывалось 18 дворов. В годы коллективизации в деревне был организован колхоз. 
В Великую Отечественную войну с 28 июня 1941 года до 6 июля 1944 года под немецко-фашистской оккупацией. Во время войны на фронте погибли 8 жителя деревни. В 1960 году в деревне проживает 61 житель, входила в колхоз «Коминтерн» (центр — д. Томковичи). В 1991 году в Сакольщине насчитывалось 11 придомовых хозяйств, проживали 23 жителя. По состоянию на 2009 год в составе ОАО «Правда-Агро» (центр — д. Боровики), в деревне проживают 11 жителей, насчитывается 6 хозяйств. 28 мая 2013 года деревня была передана из состава упразднённого Рубилковского сельсовета в Добринёвский сельсовет.

## Население
| Численность населения (по годам) | Численность населения (по годам) | Численность населения (по годам) | Численность населения (по годам) | Численность населения (по годам) | Численность населения (по годам) | Численность населения (по годам) | Численность населения (по годам) |
| 1800                             | 1897                             | 1909                             | 1917                             | 1926                             | 1960                             | 1991                             | 1999                             |
| -------------------------------- | -------------------------------- | -------------------------------- | -------------------------------- | -------------------------------- | -------------------------------- | -------------------------------- | -------------------------------- |
| 44                               | ↗78                              | ↘45                              | ↗99                              | ↘91                              | ↘61                              | ↘23                              | ↘16                              |
| 2004                             | 2009                             | 2017                             | 2018                             | 2020                             | 2022                             |                                  |                                  |
| ↘12                              | ↘11                              | ↘9                               | ↘7                               | ↘6                               | →6                               |                                  |                                  |